# PRAME
PRAME (англ. Preferentially expressed antigen in melanoma) – білок, який кодується однойменним геном, розташованим у людей на короткому плечі 22-ї хромосоми. Довжина поліпептидного ланцюга білка становить 509 амінокислот, а молекулярна маса — 57 890.
| 10         |  | 20         |  | 30         |  | 40         |  | 50         |
| ---------- |  | ---------- |  | ---------- |  | ---------- |  | ---------- |
| MERRRLWGSI |  | QSRYISMSVW |  | TSPRRLVELA |  | GQSLLKDEAL |  | AIAALELLPR |
| ELFPPLFMAA |  | FDGRHSQTLK |  | AMVQAWPFTC |  | LPLGVLMKGQ |  | HLHLETFKAV |
| LDGLDVLLAQ |  | EVRPRRWKLQ |  | VLDLRKNSHQ |  | DFWTVWSGNR |  | ASLYSFPEPE |
| AAQPMTKKRK |  | VDGLSTEAEQ |  | PFIPVEVLVD |  | LFLKEGACDE |  | LFSYLIEKVK |
| RKKNVLRLCC |  | KKLKIFAMPM |  | QDIKMILKMV |  | QLDSIEDLEV |  | TCTWKLPTLA |
| KFSPYLGQMI |  | NLRRLLLSHI |  | HASSYISPEK |  | EEQYIAQFTS |  | QFLSLQCLQA |
| LYVDSLFFLR |  | GRLDQLLRHV |  | MNPLETLSIT |  | NCRLSEGDVM |  | HLSQSPSVSQ |
| LSVLSLSGVM |  | LTDVSPEPLQ |  | ALLERASATL |  | QDLVFDECGI |  | TDDQLLALLP |
| SLSHCSQLTT |  | LSFYGNSISI |  | SALQSLLQHL |  | IGLSNLTHVL |  | YPVPLESYED |
| IHGTLHLERL |  | AYLHARLREL |  | LCELGRPSMV |  | WLSANPCPHC |  | GDRTFYDPEP |
| ILCPCFMPN  |  |            |  |            |  |            |  |            |

A: Аланін

C: Цистеїн

D: Аспарагінова кислота

E: Глутамінова кислота

F: Фенілаланін

G: Гліцин

H: Гістидин

I: Ізолейцин

K: Лізин

L: Лейцин

M: Метіонін

N: Аспарагін

P: Пролін

Q: Глутамін

R: Аргінін

S: Серин

T: Треонін

V: Валін

W: Триптофан

Кодований геном білок за функціями належить до репресорів, фосфопротеїнів. 
Задіяний у таких біологічних процесах, як апоптоз, транскрипція, регуляція транскрипції, регуляція росту, диференціація клітин. 
Локалізований у клітинній мембрані, ядрі, мембрані.